# Armenian International Airways

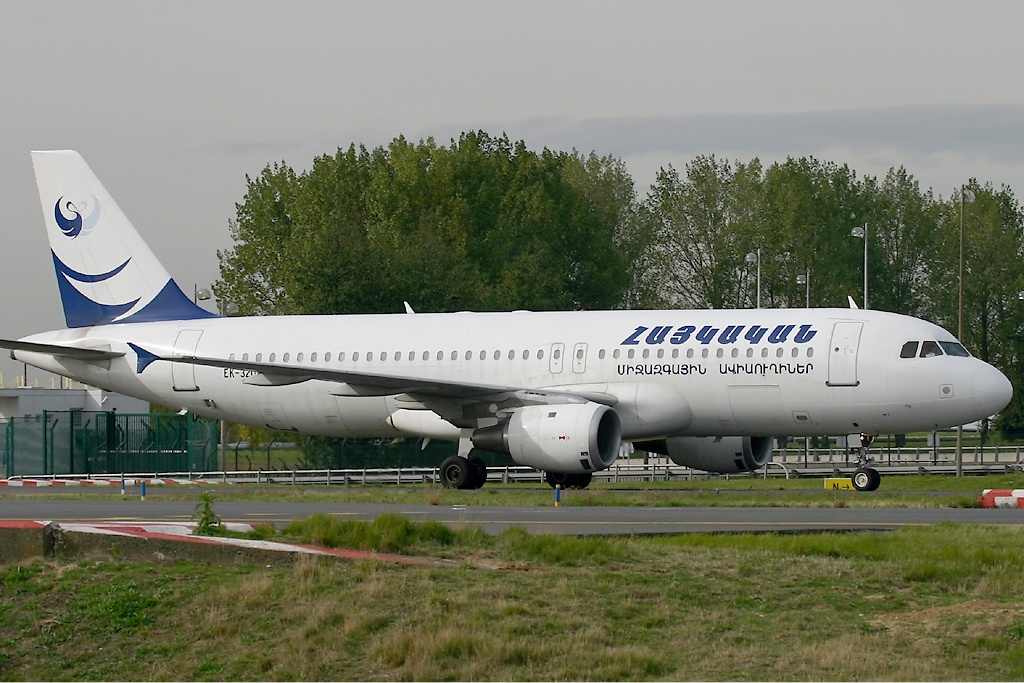
Airbus A320 d'Armenian International Airways

Armenian International Airways (en arménien Հայկական միջազգային ավիաուղիներ) était une compagnie aérienne arménienne exploitant les vols à destination de l'Europe. 
Elle fut créée en juillet 2002 et opérait les anciennes liaisons d'Armenian Airlines vers l'Europe. La compagnie fit faillite le 1er janvier 2005 et ses connexions européennes furent transférées à Armavia. Cette compagnie espérait recommencer ses opérations en 2006, mais l'incendie qui s'est déclaré à Bruxelles ayant brûlé son unique appareil, un Airbus A320-200 risque de compliquer cette reprise.

## Flotte
La flotte d'Armenian International Airways était composée d'un seul Airbus A320 immatriculé EK-32001.
- IATA Code : MV
- ICAO Code : RML
- Callsign : Armenia